# Darbesac
El castell de Darbesac o Trapessac (en turc: Darbı Sak Kalesi) és una fortalesa medieval situada a 4 km al nord de la ciutat de Kırıkhan en la província de Hatay, a Turquia. Trapessac fou construïda al segle xii pels cavallers del Temple i, juntament amb la fortalesa de Baghras, servien per vigilar el pas per les Portes de Cilícia, la principal via d'accés entre Armènia Menor i Síria.

## Història
El castell caigué en mans de Saladí 1188 després d'un setge de dues setmanes. Situada en un lloc clau de les Muntanyes de Nur, tant les forces del Principat d'Antioquia com les del Regne d'Armènia Menor es proposaren conquerir-lo El rei Lleó II provà de fer-ho el 1205, però fou rebutjat pels musulmans. Els templers també efectuaren un atac el 1237, però patiren una emboscada durant el viatge en què tingueren moltes baixes i hagueren d'abandonar els plans.
El 1261 Hethum I reeixí en ocupar el castell de Darbesac, que els mongols havien capturant durant la seva invasió siriana. Tanmateix, els armenis no mantingueren la possessió durant gaire temps. Quan els armenis foren derrotats en la rodalia, en l'anomenada batalla de Mari el 1266, Hethum es veié obligat a rendir la fortalesa als mamelucs per pagar el rescat del seu fill Lleó. Passà a mans de Bàybars I el 1268.
El 1280 el castell estigué ocupat temporalment pel cap mongol Abaqa, quan anava a atacar Alep, però després l'abandonà igual com abandonà totes pretensions sobre Síria.